# شهرک بختیاردشت
شهرک بختیاردشت، روستایی از توابع بخش مرکزی شهرستان اصفهان در استان اصفهان ایران است.

## جمعیت
این روستا در دهستان محمودآباد قرار دارد و بر اساس سرشماری مرکز آمار ایران در سال ۱۳۸۵، جمعیت آن ۳۲۷ نفر (۹۰خانوار) بوده‌است.